# Gakovo
Gakovo (serbocroata cirílico: Гаково; alemán: Gakowa o Graumarkt; húngaro: Gádor o Gákova) es un pueblo de Serbia, constituido administrativamente como una pedanía de la ciudad de Sombor en el distrito de Bačka del Oeste de la provincia autónoma de Voivodina.
En 2011 tenía 1810 habitantes, de los cuales más de cuatro quintas partes son étnicamente serbios.
La localidad fue fundada a principios del siglo XVIII por el Imperio Habsburgo. En sus primeros años estuvo habitada por serbios de Croacia, pero a partir de 1748 pasó a ser una de las primeras localidades de la zona habitadas por suabos del Danubio, quienes formaron la mayoría étnica de la localidad hasta el siglo XX. En 1918, el pueblo fue anexionado al reino de los Serbios, Croatas y Eslovenos, pero siguió siendo una localidad habitada casi exclusivamente por alemanes hasta su expulsión tras la Segunda Guerra Mundial. En la posguerra albergó un campo de concentración en el cual los comunistas yugoslavos encerraron a más de treinta mil alemanes, de los cuales la tercera parte murió en las instalaciones. Tras quedar reducida a una pequeña aldea de 62 habitantes en el censo de 1948, fue repoblada en los años posteriores por serbios.
Se ubica unos 10 km al norte de Sombor, cerca de la frontera con Hungría, sobre la carretera que lleva a Baja.